# Synthliboramphus
Synthliboramphus es un género de aves caradriformes perteneciente a la familia de las alcas (Alcidae). Habitan en el Pacífico Norte. Consta de cinco especies:
- Synthliboramphus hypoleucus - mérgulo californiano aliclaro;
- Synthliboramphus craveri - mérgulo californiano alioscuro;
- Synthliboramphus antiquus - mérgulo antiguo;
- Synthliboramphus wumizusume - mérgulo japonés;
- Synthliboramphus scrippsi - mérgulo de Scripps.

Las primeras dos especies fueron también consideradas en una sola especie y a veces son incluida en el género separado Endomychura.
Se conocen restos fósiles de dos aves prehistóricas: una especie no descrita Synthliboramphus sp. del Mioceno Superior o del Plioceno Inferior (hace unos 5 millones de años) de la Isla Cedros, México, y Synthliboramphus rineyi del Plioceno Superior (hace unos 3,5 - 2 millones de años) de la Formación San Francisco del sudoeste de Estados Unidos.
Estas aves crían en colonias, sus huevos son puestos directamente entre las raíces de árboles o en cavidades de rocas. Son nocturnas en los territorios de cría, presumiblemente para reducir la predación. Por la misma razón los pichones precoces nunca son alimentados en el nido, al ser llevados al mar un par de días luego de la eclosión. Los padres llaman a la cría desde el mar, y los pichones nadan hacia los adultos que se siguen alejando del sitio durante la noche.
Las especies de Synthliboramphus se dispersan mar adentro después de reproducirse, las especies norteñas migran más al sur.
Las alcas mérgulos de Synthliboramphus son pequeñas, con las partes dorsales principalmente negras y las cortas alas de color blanco. Estas aves se alimentan como otras alcas, nadando bajo el agua. Comen principalmente peces, y algunos crustáceos y otros invertebrados pequeños.